# Никитино (Сивинский район)
Никитино — деревня в составе Сивинского района Пермского края России.

## Географическое положение
Деревня расположена в западной части района на расстоянии примерно 3 километра на север от посёлка Северный Коммунар.

## Климат
Климат умеренно-континентальный с продолжительной снежной зимой и коротким, умеренно-теплым летом. Среднегодовая температура + 1,7оС. Средняя температура июля составляет +17,7оС, января −15,1оС. Среднее годовое количество осадков составляет 586 мм.

## История
Деревня до 13 марта 2020 года входила в состав Северокоммунарского сельского поселения Сивинского района. После преобразования муниципального района в округ и упразднения составлявших его сельских поселений, Никитино включено в Сивинский муниципальный округ.

## Население
Постоянное население составляло 4 человека в 2002 году (100 % русские), 0 человек в 2010 году.